# شهرستان مادوبانی
بخش مدهوبانی (به انگلیسی: Madhubani district) یک منطقهٔ مسکونی در هند است که در بخش دربهنگا واقع شده‌است. بخش مدهوبانی ۳٬۵۰۱ کیلومتر مربع مساحت و ۴٬۴۸۷٬۳۷۹ نفر جمعیت دارد.